# Georges de Paris
Georges de Paris, né le 24 ou 28 septembre 1934 et mort le 13 septembre 2015, est un tailleur franco-américain souvent considéré comme ayant été le tailleur non officiel du président des États-Unis. Il a confectionné des costumes pour chacun des présidents américains, de Lyndon Johnson à Barack Obama,.

## Biographie
Georges de Paris est né Georgios Christopoulos à Kalamata en Grèce. Il rejoint Marseille puis Washington avec une jeune femme en 1960. Après sa séparation, il se retrouve sans abris. Il parvient à acheter une machine à coudre et sa réputation croit jusqu'à ce que le président Johnson lui commande ses costumes, en suivant une suggestion du parlementaire Otto Passman.
Georges de Paris meurt à l'âge de 81 ans dans le comté d'Arlington le 13 septembre 2015 des suites d'un cancer de la prostate.

## Sources
- (en) Cet article est partiellement ou en totalité issu de l’article de Wikipédia en anglais intitulé « Georges de Paris » (voir la liste des auteurs).

1. ↑  « Georges De Paris, Tailor to Presidents », NPR.org, 26 janvier 2003
2. ↑  Megan McDonough, « Georges de Paris, tailor who refashioned his own background, dies at 80 », Washington Post,‎ 19 septembre 2015 (lire en ligne, consulté le 22 septembre 2015)
3. ↑  Elisabeth Bumiller, « Cashmere and Kevlar? Bulge Affair Has Tailor Miffed », New York Times,‎ 8 novembre 2004 (lire en ligne, consulté le 22 septembre 2015)
4. ↑  Sam Roberts, « Georges de Paris, Tailor to Nine Presidents, Dies at 80 », New York Times,‎ 22 septembre 2015 (lire en ligne, consulté le 28 septembre 2015)
5. ↑  « Georges de Paris, tailor to US presidents, dead at 81 », Yahoo News, 13 septembre 2015